# Acytolepis sabis
Acytolepis sabis är en fjärilsart som beskrevs av Hans Fruhstorfer 1917. Acytolepis sabis ingår i släktet Acytolepis och familjen juvelvingar. Inga underarter finns listade i Catalogue of Life.